# عبد الله بن عبد الله بن الحارث
عبد الله بن عبد الله بن الحارث بن نوفل (المتوفي سنة 99 هـ) تابعي مدني، وأحد رواة الحديث النبوي.

## سيرته
ينتمي أبو يحيى عبد الله بن عبد الله بن الحارث بن نوفل بن الحارث بن عبد المطلب إلى بني هاشم، وأمه خالدة بنت معتب بن أبي لهب بن عبد المطلب، وهو من رواة الحديث النبوي، وكان صديقًا للخليفة سليمان بن عبد الملك. قتلته السموم بالأبواء سنة 97 هـ، وقيل سنة 99 هـ وهو مع الخليفة سليمان بن عبد الملك، فصلى عليه. وكان له من الولد سليمان وعيسى وعاتكة وحمادة أمهاتهم أمهات أولاد.

## روايته للحديث النبوي
- روى عن: أبيه عبد الله بن الحارث بن نوفل وعبد الله بن عباس وعبد الله بن خباب بن الأرت وعبد الله بن شداد[3] وعبد الرحمن بن عوف وأم هانئ بنت أبي طالب.[2]
- روى عنه: الزُّهريّ[1] وأخوه عون بن عبد الله بن الحارث بن نوفل وعاصم بن عبيد الله وعبد الحميد بن عبد الرحمن بن زيد بن الخطاب.[2][3]
- الجرح والتعديل: وثّقه النسائي،[2] وقال عنه ابن سعد: «ثقة، قليل الحديث»،[3] وقد روى له البخاري ومسلم وأبو داود والنسائي في كتبهم.[2]